# Henryk Wardach
Henryk Wardach (ur. 22 lutego 1964 w Miastku, zm. 23 marca 2018) – polski koszykarz, występujący na pozycji środkowego, reprezentant Polski, wielokrotny medalista mistrzostw Polski.
Dwukrotnie w sezonach 1987/88 oraz 1990/91 plasował się na trzecim miejscu w lidze pod względem zdobywanych punktów. W 1989 został drugim strzelcem ligi (strzelców klasyfikowano według sumy zdobytych punktów, nie średniej).
Podczas rozgrywek 1997/98 był kapitanem drużyny z Włocławka. W trakcie całej swojej kariery zawodniczej zgromadził na swoim koncie 8160 punktów, które zdobył rozgrywając 557 spotkań ligowych. Ma na swoim koncie występy w mistrzostwach Europy jak i europejskich pucharach, jest także multimedalistą mistrzostw Polski. Swoje pierwsze kroki stawiał w kadrze Polski już w 1982 roku, podczas turnieju o Wielką Nagrodę Sofii.  
Zmarł 23 marca 2018.

## Osiągnięcia
Na podstawie, o ile nie zaznaczono inaczej.
Drużynowe
- 2-krotny mistrz Polski (1985, 1986)
- 5-krotny brązowy medalista mistrzostw Polski (1984, 1989, 1991, 1992, 1995)
- Zdobywca pucharu Polski (1983, 1995)
- Finalista pucharu Polski (1984, 1989, 1999)
- Uczestnik rozgrywek pucharu:
  - Koracza (1992-1993, 1998-1999)
  - Saporty (1995)

Indywidualne
- Zaliczony do I składu najlepszych zawodników polskiej Ligi (1989)
- Uczestnik meczu gwiazd PLK (1996)

Reprezentacja
- Uczestnik:
  - mistrzostw Europy:
    - 1985 – 11. miejsce, 1987 – 7. miejsce
    - U–16 (1981 – 11. miejsce)

  - kwalifikacji olimpijskich (1988)
  - trasy reprezentacji Polski po USA (9-20.11.1986)[4]